# 林佑星
林佑星（1974年9月6日—），台灣男演員。

## 酒駕事件
2015年10月15日在台中開車撞到一名機車騎士，造成騎士腦震盪，還有肝和腎臟挫傷，警方到場後發現林佑星不但無照駕駛、還有喝酒，酒測值0.3，立刻被依公共危險罪送辦，而事後雙方談和解，受傷騎士索賠40萬元，但林佑星只願賠10萬元，和解不成，傷者出面控訴林佑星不負責任，而林佑星則是反咬對方威脅，現在只能交由司法釐清。

## 電視劇
| 年份   | 頻道       | 劇名                             | 角色          |
| 1996年 | 超視       | 台灣重案錄-箱殺                  | 小星          |
| 1997年 | 中視       | 大巡按番薯官-愛你愛到殺死你      | 羅志明        |
| 1997年 | 華視       | 台灣靈異事件-樂透奇談            |               |
| 1997年 | 華視       | 台灣靈異事件-尚智之死            | 林明基        |
| 1997年 | 中視       | 濟公活佛─朱羅記                  | 土豆          |
| 1997年 | 中視       | 濟公活佛─布袋新娘                | 卜吉          |
| 1997年 | 中視       | 濟公活佛─蝴蝶夢                  | 濟公          |
|        | 台視       | 中國民間故事                     | #中國民間故事 |
|        | 民視       | 真命天子-趙匡胤                  | 趙匡胤        |
|        | 民視       | 真命天子-朱元璋                  | 鄧愈          |
| 1998年 | 民視       | 八仙傳奇                         | 李鐵拐        |
| 2000年 | 民視       | 長男的媳婦                       | 林明坤        |
| 2000年 | 三立台灣台 | 九龍傳說                         | 張沖          |
| 2000年 | 中視       | 仙鯉奇緣                         | 紅蟳          |
| 2000年 | 中視       | 封神榜                           | 姬發          |
| 2001年 | 中視       | 怪俠歐陽德                       | 楊香武        |
| 2001年 | 中視       | 三叔公九嬸婆                     | 游正勇        |
| 2001年 | 三立台灣台 | 隔壁親家                         | 吳世昌        |
| 2002年 | 三立台灣台 | 鳥來伯與十三姨                   | 林青雲        |
| 2002年 | 三立台灣台 | 戲說台灣-白賊七還陽記            | 白賊七        |
| 2002年 | 三立台灣台 | 戲說台灣-七娘媽的契子            | 世文          |
| 2002年 | 三立台灣台 | 戲說台灣-芒神治歹子              | 大目仔        |
| 2002年 | 中視       | 順天聖母                         | 劉杞          |
| 2002年 | 中視       | 冤家拼親家                       | 趙嘉文        |
| 2002年 | 台視       | 素心蘭                           | 江志華 吳志文 |
| 2002年 | 台視       | 台灣男女真情事件之靈藥〞三缺一〞 | 廖國治        |
| 2002年 | 台視       | 台灣男女真情事件之百萬美金換我妻 | 王友福        |
| 2002年 | 華視       | 世間子女                         | 曾家寶        |
| 2003年 | 三立台灣台 | 天地有情                         | 侯連章        |
| 2003年 | 三立台灣台 | 戲說台灣-澎湖招郎庄              | 趙海生 許海生 |
| 2003年 | 三立台灣台 | 戲說台灣-月老鬥城隍              | 方順銘 方明俊 |
| 2003年 | 三立台灣台 | 戲說台灣-炮炸武財神              | 武財神        |
| 2003年 | 三立台灣台 | 戲說台灣-啥人敢娶鱸鰻婆          | 進德          |
| 2003年 | 三立台灣台 | 戲說台灣-暗街仔的一蕊花          | 耀宗          |
| 2003年 | 三立台灣台 | 戲說台灣-紅扁擔傳奇              | 陳大貴        |
| 2003年 | 大愛電視台 | 美麗的歌                         | 湯父          |
| 2003年 | 中視       | 呂洞賓                           | 呂洞賓        |
| 2004年 | 三立台灣台 | 台灣龍捲風                       | 王永德        |
| 2005年 | 三立台灣台 | 金色摩天輪                       | 林崇文        |
| 2006年 | 三立台灣台 | 天下第一味                       | 劉俊英        |
| 2007年 | 三立台灣台 | 我一定要成功                     | 鄭文彬        |
| 2008年 | 華視       | 三明治先生                       | 陳耀輝        |
| 2008年 | 霹靂台灣台 | 幸福好滋味                       | 郝嘉在        |
| 2009年 | 三立台灣台 | 天下父母心                       | 李英傑        |
| 2010年 | 三立台灣台 | 戲說台灣－布袋和尚               | 布袋和尚      |
| 2010年 | 三立台灣台 | 家和萬事興                       | 許建華 林建華 |
| 2011年 | 三立台灣台 | 牽手                             | 林翰中        |
| 2011年 | 三立台灣台 | 戲說台灣－濟公十八嫁             | 月老          |
| 2011年 | 大愛電視台 | 歲月的籤詩                       | 張惟琤        |
| 2012年 | 三立台灣台 | 天下女人心                       | 劉俊          |
| 2013年 | 大愛電視台 | 手心外的天空                     | 鄭明安        |
| 2013年 | 三立台灣台 | 世間情                           | 鍾偉哲        |
| 2015年 | 三立台灣台 | 甘味人生                         | 賈勇俊 戴勇俊 |
| 2018年 | 三立台灣台 | 金家好媳婦                       | 林天翔        |
| 2018年 | 大愛電視台 | 有你陪伴                         | 楊浩展        |
| 2019年 | 三立台灣台 | 戲說台灣-城隍媽祖渡斑鳩          | 城隍爺        |
| 2019年 | 華視       | 鬥陣來鬧熱                       | 劉俊雄        |
| 2019年 | 三立台灣台 | 戲說台灣-艋舺田都元帥            | 周添貴        |
| 2019年 | 三立台灣台 | 炮仔聲                           | 李榮光        |
| 2020年 | 三立台灣台 | 天之驕女                         | 李金牛        |
| 2021年 | 大愛電視台 | 阿良的歸白人生                   | 江文言        |
| 2022年 | 三立台灣台 | 一家团圆                         | 曹庆          |
| 2022年 | 中視       | 台灣X檔案                        | 孫博文        |
| 2023年 | 三立台灣台 | 天道                             | 汪有德        |
| 2023年 | 大愛電視台 | 搜尋者                           | 阿國父        |
| 2025年 | 三立台灣台 | 願望                             | 趙正龍        |
| 2025年 | 三立台灣台 | 百味人生                         | 徐炳坤        |

#### 中國民間故事
| 年份   | 單元           | 角色   | 備註 |
| ------ | -------------- | ------ | ---- |
|        | 媽祖降魔       | 張才   |      |
|        | 賣鹽順仔       | 吳天標 |      |
|        | 鑑真大師       | 張暐   |      |
|        | 歡喜大吉祥     | 王彪   |      |
|        | 印光大師       | 趙紹伊 |      |
|        | 太上老君傳奇   | 尹喜   |      |
|        | 土地公戲海瑞   | 魯忠   |      |
|        | 桃花煞         | 玉虎   |      |
|        | 悟達國師       | 唐僖宗 |      |
|        | 打貓夫人       | 萬順   |      |
|        | 池王爺斬妖     | 陳三郎 |      |
|        | 父子雙青天     | 王群   |      |
|        | 五虎將         | 宋仁宗 |      |
| 1998年 | 道法無量李老君 | 尹喜   |      |
|        | 紅姑           | 桂武   |      |
|        | 如來大手印     | 趙君平 |      |

### 短片
| 年份   | 頻道       | 劇名         | 飾演 | 備註                         |
| ------ | ---------- | ------------ | ---- | ---------------------------- |
| 2020年 | GagaOOLala | 我是香香多桑 | 香香 | 「幸福選擇題五部曲」系列短片 |

## MV演出
- 2003年  王瑞霞 愛甲無路好退

## 外部連結
- 林佑星的Facebook專頁